# Lac des Augustines
Lac des Augustines är en sjö i Kanada.   Den ligger i regionen Outaouais och provinsen Québec, i den sydöstra delen av landet, 250 km norr om huvudstaden Ottawa. Lac des Augustines ligger 399 meter över havet. Arean är 26,3 kvadratkilometer. Den sträcker sig 8,8 kilometer i nord-sydlig riktning, och 9,5 kilometer i öst-västlig riktning.
I omgivningarna runt Lac des Augustines växer i huvudsak blandskog. Trakten runt Lac des Augustines är nära nog obefolkad, med mindre än två invånare per kvadratkilometer.